# Passage Driancourt
Le passage Driancourt est une voie située dans le 12e arrondissement de Paris, en France.

## Origine du nom
Le passage porte le nom du propriétaire du terrain lors de l'ouverture de la voie.

## Historique
Cette voie est classée dans la voirie de Paris par arrêté du 12 décembre 1935.